# Iglesia parroquial de Acurenam
La Iglesia parroquial de Acurenam es un edificio religioso que pertenece a la iglesia católica que se encuentra en la localidad de Acurenam, de la Provincia Centro Sur en la parte central de la región continental o de Río Muní en el país africano de Guinea Ecuatorial. Fue inaugurada en el año 2010 por parte del gobierno de esa nación, con obras que se iniciaron en el año 2007. Tiene capacidad para unas 300 personas, 727 metros cuadrados y una casa parroquial 